# Ferdinand Gumprecht
Ferdinand Adolf Gumprecht (ur. 18 marca 1864 w Berlinie, zm. 1947) – niemiecki lekarz. Upamiętnia go eponim tzw. cieni Gumprechta (niem. Gumprecht-Kernschatten).
Studiował medycynę w Heidelbergu, Berlinie, Getyndze i Jenie; tytuł doktora medycyny otrzymał w Jenie w 1889 roku. Od 1890 do 1899 był asystentem w Krankenhaus Friedrichshain w Berlinie. Pracował też w klinice w Jenie u Paula Fürbringera i Rodericka Stintzinga. W 1895 habilitował się w zakresie chorób wewnętrznych w Jenie, został Privatdozentem, a w 1899 roku profesorem tytularnym. 

## Wybrane prace
- Versuche über die physiologischen Wirkungen des Tetanusgiftes im Organismus (1894)
- Leukozytenzerfall im Blute bei Leukämie und bei schweren Anämien (1896)
- Die Technik der speziellen Therapie : für Ärzte und Studierende: Für Ärzte und Studierende (1903)
- Lehrbuch der Arbeiter-versicherungsmedizin. JA Barth, 1913